# Макдональд, Мириам
Мириам Макдональд (англ. Miriam McDonald; род. 26 июля 1987, Оквилл) — канадская актриса.

## Биография
Мириам Кэтрин Макдональд родилась 26 июля 1987 года в Оквилле, Онтарио, Канада. В 2000 году снялась в рекламе Budweiser вместе с ’N Sync. В 2005 году снималась в рекламе для сбора средств жертвам урагана Катрина.
Мириам дебютировала на телевидении в 1999 году. Она получила известность благодаря роль в телесериале «Деграсси: Новое поколение», в котором снималась с 2001 по 2010 год.

## Фильмография
| Год       |     | Русское название               | Оригинальное название          | Роль                   |
| --------- | --- | ------------------------------ | ------------------------------ | ---------------------- |
| 1999      | с   | Сбой системы                   | System Crash                   | девочка                |
| 2001      | мс  | Братья-Потрошители             | The Ripping Friends            | разные голоса, озвучка |
| 2001—2003 | мс  | Пикола                         | Pecola                         | Чуи, озвучка           |
| 2001—2010 | с   | Деграсси: Новое поколение      | Degrassi: The Next Generation  | Эмма Нельсон           |
| 2004      | тф  | Она слишком молода             | She's Too Young                | Даун Генслер           |
| 2004      | с   | Отдел мокрых дел               | Blue Murder                    | Люси Уинтворт          |
| 2005      | в   | Карма                          | Karma                          | Саманта                |
| 2005—2008 | с   | Деграсси: Мини                 | Degrassi: Minis                | Эмма Нельсон           |
| 2007      | с   | Естественно, Сэйди             | Naturally, Sadie               | Хейди                  |
| 2007      | ф   | Любовь на линии фронта         | The Poet                       | Уилла                  |
| 2007      | ф   | Дневник дьявола                | Devil's Diary                  | Хизер                  |
| 2008      | тф  | Весенние каникулы Деграсси     | Degrassi Spring Break Movie    | Эмма Нельсон           |
| 2008      | тф  | Ядовитый плющ: Тайное общество | Poison Ivy: The Secret Society | Дэйзи Брукс            |
| 2008      | тф  | Твари из бездны                | Troglodyte                     | Карли Маккенна         |
| 2009      | тф  | Деграсси едут в Голливуд       | Degrassi Goes Hollywood        | Эмма Нельсон           |
| 2010      | тф  | Деграсси покоряет Манхэттен    | The Rest of My Life            | Эмма Нельсон           |
| 2012      | с   | XIII                           | XIII: The Series               | Саша                   |
| 2013      | с   | Зов крови                      | Lost Girl                      | Анита                  |
| 2013      | с   | Тёмное дитя                    | Orphan Black                   | Мэдисон                |
| 2014      | ф   | Волки                          | Wolves                         | Хэйли                  |
| 2016      | с   | Деграсси: Новый класс          | Degrassi: Next Class           | Эмма Нельсон           |
| 2018      | тф  | Рождество ветерана             | A Veteran's Christmas          | Марни Рэдклифф         |
| 2020      | кор | Любовный розыгрыш              | The Love Prank                 | Сабрина                |

## Награды и номинации
| Год  | Награда       | Категория                                                                                 | Работа                    | Результат |
| ---- | ------------- | ----------------------------------------------------------------------------------------- | ------------------------- | --------- |
| 2002 | Молодой актёр | Лучший актёрский ансамбль в телесериале (комедия или драма)                               | Деграсси: Новое поколение | Победа    |
| 2003 | Молодой актёр | Лучший актёрский ансамбль в телесериале (комедия или драма)                               | Деграсси: Новое поколение | Номинация |
| 2005 | Молодой актёр | Лучшая молодая актриса в телесериале                                                      | Деграсси: Новое поколение | Номинация |
| 2005 | Молодой актёр | Лучшая молодая актриса второго плана в телефильме, мини-сериале или специальной программе | Она слишком молода        | Номинация |
| 2006 | Молодой актёр | Лучший актёрский ансамбль в телесериале (комедия или драма)                               | Деграсси: Новое поколение | Номинация |